# Лейдсхенвен-Іпенбурґ
Лейдсхенвен-Іпенбурґ (нід. Leidschenveen-Ypenburg) — один з 8 районів Гааги, розташований в південно-східній частині міста. З'єднаний з рештою міста вузьким коридором. У 2020 в районі проживали 48 533 осіб.

## Історія
Під час археологічних розкопок проведених тут в 1998 були знайдені поховання 42 осіб датованих, приблизно, 3 800 роком до н. е. В 1936 в цій місцевості був збудований аеродром Іпенбурґ. На початку Другої світової війни, під час Битви за Гаагу, німецькі війська спробували захопити аеродром силами десантників, втім їм це не вдалось і німецькі сили були змушені відступити. В часи нацистської окупації аеродром не використовувався. Після завершення війни використовувався цивільними, втім в 1955 році тут було створено військову авіабазу. Після 1968 року рівень активності використання бази суттєво знижувався, виконуючи, в основному, функцію аеродрому для ВІП-персон, політиків та королівської родини. Рішення про закриття бази було прийнято в 1982, однак лише в 1992 королівські військово-повітряні сили Нідерландів остаточно залишили базу. Незадовго до закриття, в 1990 році база відіграла важливу роль в операції Буря в Пустелі беручи участь в транспортуванні німецьких вантажів до Саудівської Аравії. Після закриття бази, в 1997 на її місці було збудовано новий житловий район — Лейдсхенвен-Іпенбурґ. За виключенням диспетчерської вежі, майже нічого не залишилось від авіабази. Район ввійшов до складу Гааги у 2002 році.

## Населення

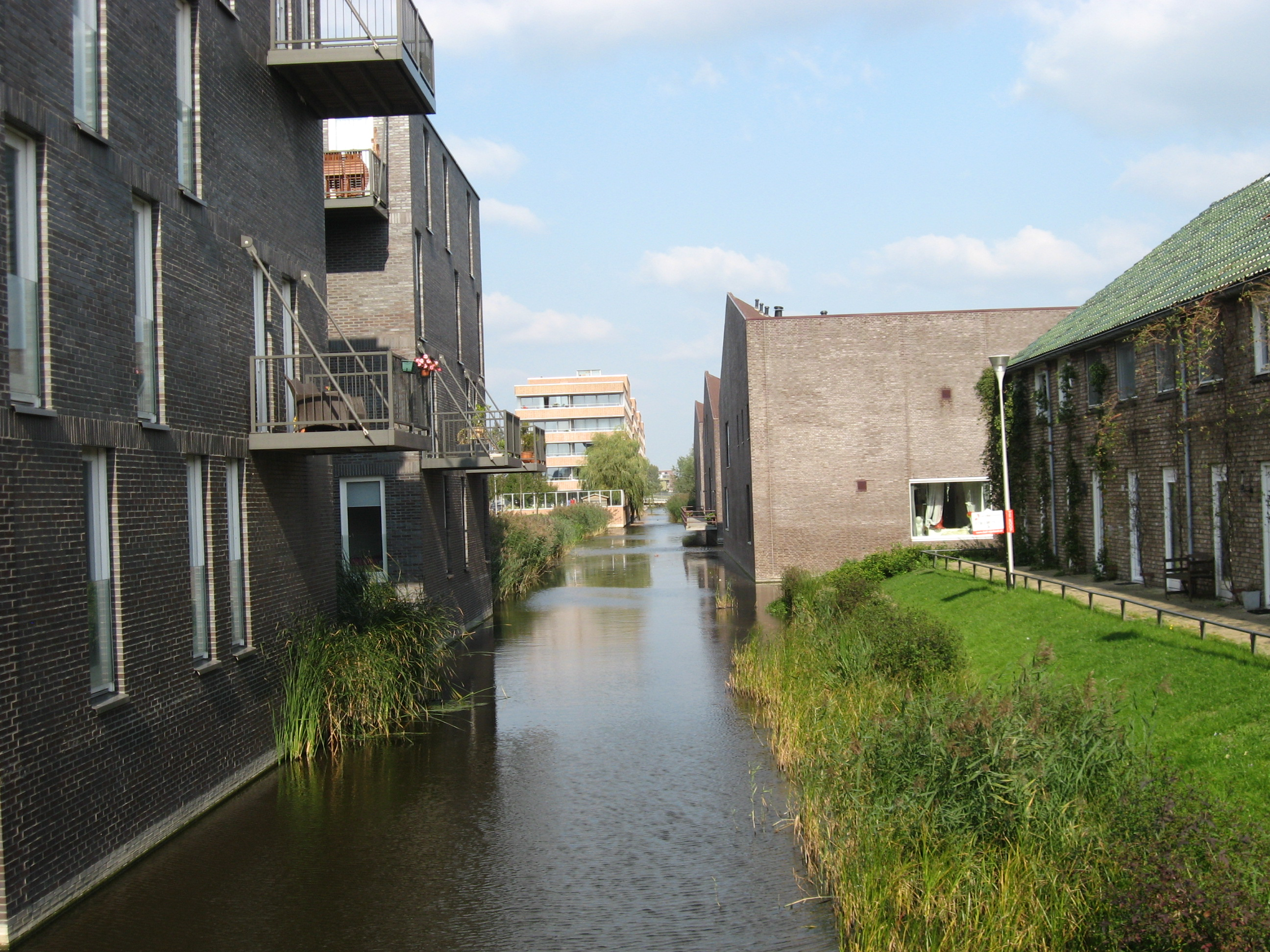
Канали в Іпенбурзі

У 2020 в районі проживали 48 533 осіб. Значна частина з них це молоді родини з дітьми: 30.5 % жителів району мають вік від 0 до 19 років, в той час, як лише 22.6 % жителів Гааги в цілому належать до цієї вікової категорії. Окрім того, в 43.9 % домогосподарств району проживають діти, проти 21.3 % в Гаазі загалом. Окрім того, район є одним з найзаможніших районів міста, середній річний заробіток місцевого домогосподарства складає 53 592€, що суттєво більше за 39 700€ в Гаазі.